# NGC 7600
NGC 7600 est une galaxie lenticulaire située dans la constellation du Verseau. Sa vitesse par rapport au fond diffus cosmologique est de 3 124 ± 33 km/s, ce qui correspond à une distance de Hubble de 46,1 ± 3,3 Mpc (∼150 millions d'al). NGC 7600 a été découverte par l'astronome germano-britannique William Herschel en 1785.
À ce jour, trois mesures non basées sur le décalage vers le rouge (redshift) donnent une distance de 32,467 ± 11,816 Mpc (∼106 millions d'al), ce qui est à l'intérieur des valeurs de la distance de Hubble en raison de l'incertitude très grande. Notons également que c'est avec la valeur moyenne des mesures indépendantes, lorsqu'elles existent, que la base de données NASA/IPAC calcule le diamètre d'une galaxie et qu'en conséquence le diamètre de NGC 7600 pourrait être d'environ 37,0 kpc (∼121 000 al) si on utilisait la distance de Hubble pour le calculer.

## Halo de matière noire
La galaxie NGC 7600 est entourée par une grande structure de matière noire agissant sous la forme d'un halo de matière noire froide[source détournée].
De nouvelles observations profondes de la structure en forme de "coquille" dans le halo de NGC 7600, aux côtés d'une vidéo de formation des galaxies dans un univers de matière noire froide (CDM). La vidéo, basé sur une simulation cosmologique ab initio, montre comment l'accrétion continue d'amas de matière noire et d'étoiles crée une bande de structures circumgalactiques diffuses. La perturbation d'un amas massif sur une orbite quasi radiale crée un système complexe de coquilles concentriques transitoires qui présentent une ressemblance frappante entre elles. À l'aide de la simulation, les scientifiques interpréteront NGC 7600 dans le contexte du modèle ΛCDM